# Ana Brian Nougrères
Ana Brian Nougrères (geb. vor 2000) ist eine uruguayische Juristin, Hochschullehrerin und Menschenrechtsexpertin. Seit August 2021 ist sie UN-Sonderberichterstatterin für das Menschenrecht auf Privatsphäre.

## Karriere
Ana Brian Nougrères ist Professorin für Datenschutz und Informations- und Kommunikationstechnik an der juristischen Fakultät der Universidad de la República in Montevideo. Sie hat in ihrem Fachgebiet umfangreich publiziert. Daneben ist sie als Rechtsanwältin und Beraterin tätig.
Ihre Positionen legte sie 2022 in einer Ansprache vor der UN-Generalversammlung dar. Technologien seien schon immer für die Menschheit großartige Begleiter im Streben nach Fortschritt, sie brächten aber in der Regel eine Reihe von Risiken mit sich, die mit ihrer Nutzung und Entwicklung einhergingen. Viele neue digitale Technologien, die dazu verwendet werden, persönliche Daten in einer invasiven und groß angelegten Weise zu verarbeiten, respektierten oft nicht die berechtigten Erwartungen des Einzelnen und die Menschenrechte bezüglich der individuellen Privatsphäre.
Diese Rechte ermöglichten die freie Entfaltung der Persönlichkeit und die Wahrung der Würde des Menschen, man lebe jedoch heute in einer Welt, in der die Teilnahme an öffentlichen und privaten Aktivitäten national und international die Verarbeitung von immer mehr persönlichen Daten erforderten.
Nougrères identifizierte zehn Prinzipien (Rechtmäßigkeit, Zustimmung, Transparenz, Zweck, Loyalität, Verhältnismäßigkeit, Minimierung, Qualität, Verantwortung und Sicherheit), die Verantwortlichen als Richtschnur dienen und ihnen helfen sollen, ein Gleichgewicht zwischen den verschiedenen widersprüchlichen Interessen bei der Verarbeitung personenbezogener Daten und dem Recht auf Privatsphäre im globalen und digitalen Zeitalter zu finden.

## Ehrenamtliche Tätigkeit
Seit dem 1. August 2021 ist Nougrères als Nachfolgerin des Maltesen Joseph A. Cannataci ehrenamtliche UN-Sonderberichterstatterin für das Recht auf Schutz der Privatsphäre und Datenschutz im Auftrag des UN-Menschenrechtsrats. Ihren ersten Bericht gab sie im März 2022 vor diesem Gremium ab. (Privacy and personal data protection in Ibero-America: a step towards globalization?)

## Publikationen
- Publikationsliste auf dialnet.unirioja.es